# Ami chemin
Albums de Claude Nougaro
Au New Morning
(1981) Bleu Blanc Blues
(1985)
Singles
1. Ami chemin - Very nice
Sortie : 1983

Ami chemin est un album de Claude Nougaro, il sort en mai 1983 sous le label Barclay.

## Autour de l'album
- Référence originale : 33 tours Barclay 200 461

Extrait de l'album :
- 45 tours Barclay 813664-7[1] : Ami chemin - Very nice

## Titres
- Toutes les paroles sont de Claude Nougaro.

| 1.  | Ami chemin (à Armand Biancheri) | Anyzette Orhon   | 3:27 |
| 2.  | Muses                           | Aldo Romano      | 3:32 |
| 3.  | Neigerie                        | Richard Galliano | 3:58 |
| 4.  | Very Nice                       | Bernard Arcadio  | 3:44 |
| 5.  | Eugénie                         | Aldo Romano      | 4:23 |
| 6.  | Allée des Brouillards           | Richard Galliano | 2:46 |
| 7.  | Venise                          | Aldo Romano      | 4:30 |
| 8.  | Comme avant (Maria Candida)     | Jean-Pierre Mas  | 3:55 |
| 9.  | Papillons de nuit               | Aldo Romano      | 2:58 |
| 10. | La vie c'est beau va            | Aldo Romano      | 3:22 |

## Musiciens
- Richard Galliano : accordéon, synthétiseurs
- Bernard Arcadio : piano, synthétiseurs
- Jean-Claude Chavanat : guitare électrique
- Bob Garcia : saxophone ténor
- Gilles Perrin : Vibraphone et percussions
- Rémi Dall'Anese : basse
- André Ceccarelli : batterie

## Production
- Direction musicale : Richard Galliano, Bernard Arcadio
- Prise de son : Jean-Bernard Plé
- Production exécutive : Léo Missir
- Crédits visuels : Jean-Baptiste Mondino